# Storia degli arabi in Palestina
La storia delle popolazioni di etnia Araba in Palestina inizia con i primi pellegrinaggi dei cristiani ghassanidi in Terra Santa, durante il periodo bizantino.
In seguito all'invasione musulmana e alla conquista di Gerusalemme, caduta nel 637 d.C., gli Arabi seguaci della nuova religione di Maometto (La Mecca, 570 d.C. circa – Medina, 8 giugno 632 d.C.) giunsero in numero assai maggiore per stabilirsi anche in Palestina e il loro numero crebbe in particolare durante il periodo ottomano con l'immigrazione proveniente dalle province arabe dell'Impero ottomano: Siria, Iraq, Egitto e Libano.
Al giorno d'oggi, le persone di etnia Araba che vivono nella Palestina geografica si dividono, a seconda della cittadinanza, tra palestinesi e arabi israeliani, con drusi e beduini come sottogruppi. 
Gli studi genetici hanno mostrato una forte continuità fra le popolazioni cananee che abitavano la regione del Levante durante l'età del bronzo e le attuali popolazioni arabe levantine, nonché una forte parentela fra le popolazioni arabe della Palestina e gli ebrei israeliani. Ciò ha portato alcuni studiosi a sostenere come le attuali popolazioni arabe in Israele e Palestina (nonché nelle vicine Giordania, Libano e Siria) siano principalmente discendenti di popolazioni preesistenti (fra cui anche di etnia ebraica) arabizzate e (in maggioranza) islamizzate, piuttosto che di immigrati provenienti dalla penisola arabica.

## Prima della nascita dell'Islam
Durante il regno di Erode il grande (37-4 a.C.) le religioni più professate erano l'ebraismo del Secondo Tempio e il Samaritanesimo, con minoranze pagane, sia di stampo greco-romano che medio-orientale. Durante l'impero romano prese a diffondersi anche la nuova religione cristiana, praticata sia da popolazioni di lingua greca che aramaica. Nel 542, durante l'epoca bizantina, si verificò un'epidemia di peste bubbonica (nota come peste di Giustiniano) che uccise un numero assai alto di persone. Durante questo periodo, si registrò anche la presenza di arabi cristiani Ghassanidi, che effettuarono pellegrinaggi in Terra Santa.

## Conquista e dominazione musulmana
Nel 638, il califfo Omar (634-644) annetté i territori di Siria e Palestina. Gerusalemme cadde nel 637 d.C. dopo due anni di assedio ma Ebrei e cristiani rimasero a Gerusalemme e i primi musulmani, arabi della Penisola arabica, iniziarono a stabilirsi in quella regioni. 
Intorno al 691, la “Cupola della Roccia" fu costruita a Gerusalemme per volere del califfo omayyade 'Abd al-Malik ibn Marwan. Dal 792 al 793 scoppiò un conflitto tra le tribù beduine dei Banū Mudhar e dei Banū Yaman. Nel X secolo, la dinastia fatimide si impadronì del potere, e nel 972 estese il suo dominio alla Palestina.

### Tra crociati e regni musulmani
Il 15 luglio 1099 Gerusalemme fu conquistata dai crociati e gran parte degli abitanti musulmani ed ebrei fu massacrata. Fu fondato il regno franco di Gerusalemme che durò circa due secoli.
A partire dal 1180, Ṣalāḥ al-Dīn, ossia Saladino, dopo la morte di Norandino, estese la sua egemonia sul Vicino Oriente musulmano in veste di sultano d'Egitto e fondò la dinastia ayyubide. Sconfisse i crociati nella battaglia di Hattin, entrando poco dopo da vincitore a Gerusalemme nell'ottobre del 1187, lasciando tuttavia la gestione della Basilica del Santo Sepolcro ai cristiani.
La città di Gerusalemme fu restituita brevemente ai crociati nel 1229 grazie ad un accordo tra gli Ayyubidi e l'Imperatore svevo Federico II, tornando definitivamente ai musulmani nel 1244.
I Mamelucchi, che rovesciarono gli Ayyubidi nel 1250, che presero anche Acri nel 1291, ponendo fine al dominio dei crociati.

### Il periodo mamelucco (1250 - 1516)
Dopo gli Ayyubidi, dal XIII al XVI secolo, i mamelucchi degli Ayyubidi, istituiti come corpo militare nel 1230, presero il potere in Egitto nel 1250 dopo la morte dell'ultimo sultano ayyubide e assunsero il potere anche in Palestina e in Siria.
Nel 1516 il Sultano ottomano Selim I sconfisse i Mamelucchi ed estese il suo potere su tutto il Vicino Oriente arabo.

## Il periodo ottomano (1516 - 1917)

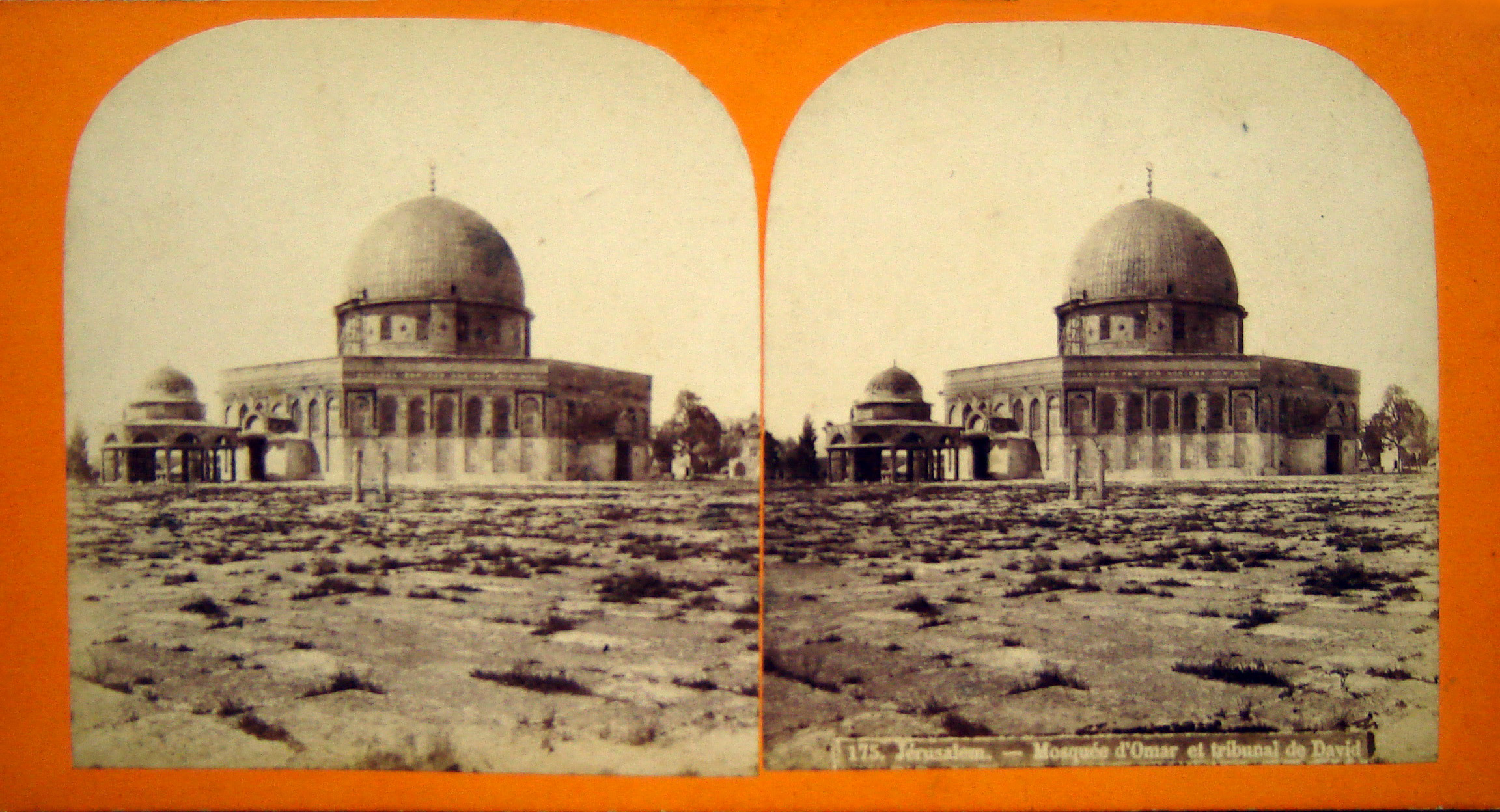
Fotografia della Cupola della Roccia (fine XIX secolo)

John Lewis Burckhardt descrive le migrazioni del XVIII secolo come dovute da un lato all'oppressione del governo, dall'altro a quello dei Beduini, che ridussero i fellāḥ del Hauran a una condizione poco diversa da quella dei nomadi. A ciò si aggiungono le carestie ricorrenti, alle cui popolazioni gli abitanti del Hauran fornivano cibo in occasione delle carestie. La Siria ottomana conobbe un'ultima carestia dal 1915 al 1918. Secondo Yehoshua Porath, l'immigrazione araba durante l'Impero ottomano ebbe luogo contemporaneamente all'emigrazione anche verso altre province dell'impero. Tuttavia, lo storico Justin McCarthy, basandosi sui documenti ottomani, ipotizza che queste immigrazioni siano rimaste relativamente basse. 
La presenza di migranti a Gerusalemme e Hebron fu rilevata da un censimento ottomano del 1905. Specifica il demografo Roberto Bachi: "Tra il 1800 e il 1914, la popolazione musulmana ha registrato un aumento medio molto rapido, dell’ordine di 6-4 ppm, che può essere confrontato con la stima di 4 ppm nei cosiddetti Paesi sottosviluppati tra il 1800 e il 1910 [quindi], in parte dell’aumento della popolazione musulmana è dovuto all’immigrazione".
In effetti, il modo di vivere "nomade" degli Arabi della regione era da tempo diffuso, come attesta il rapporto Hope Simpson. I Drusi entrarono in conflitto con le autorità turche e, con i loro vicini arabi, e ne seguirono le espulsioni, per cui alcuni si stabilirono in Palestina.

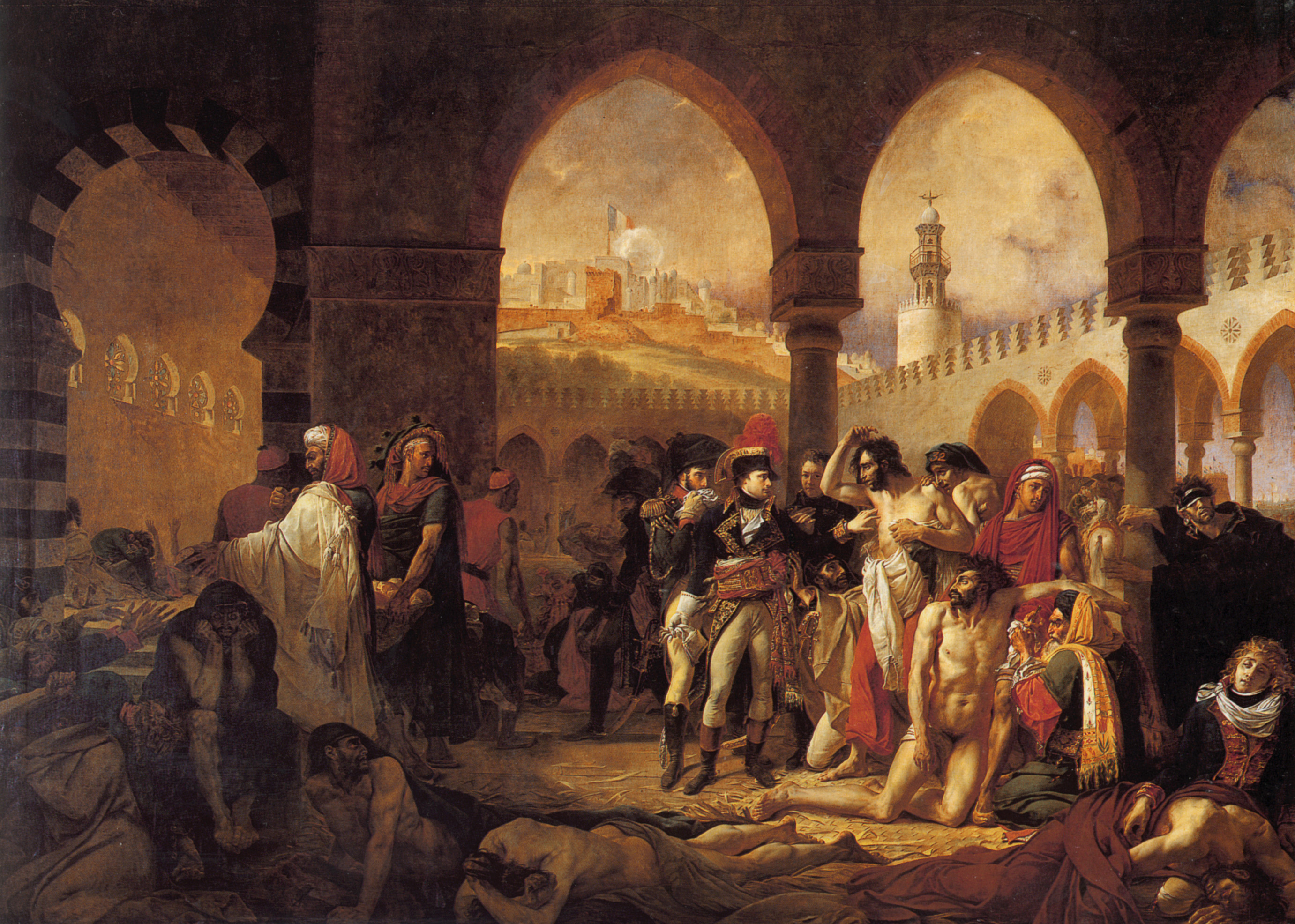
Antoine-Jean Gros, Bonaparte in visita agli appestati di Giaffa

Napoleone Bonaparte nel 1799 devastò la regione da Gaza e di San Giovanni d'Acri, distruggendo cittadine, tra cui Giaffa, bruciando villaggi e provocando più di 20 000 morti. È quindi costretto a ordinare la ritirata, a seguito della peste e dell'oftalmia che dilagano tra le sue file. La regione fu successivamente soggetta alle incursioni dei beduini che controllavano la Valle del Giordano, le zone costiere e il deserto del Negev.
Nel 1831 l'albanese ottomano Mehmet Ali invase la regione, ponendo fine ai conflitti tra le tribù beduine e alcuni clan di fellāḥ, molti dei quali fuggirono in altre regioni. A ciò seguì un'emigrazione di contadini egiziani, in particolare in fuga dalla leva militare.
Nel 1834 Ibrāhīm Pascià represse la rivolta contadina in Palestina e insediò egiziani a Beisan, Nablus, Irbid, Acri e Giaffa.
In altre regioni, in particolare a Safad, immigrarono Arabi, Curdi, elementi turchi, Albanesi, Greci, Armeni, Drusi e Circassi.
Nel 1878 l'Impero austro-ungarico invase la Bosnia e seguì un'emigrazione di bosniaci fino al 1908; con l'annessione della Bosnia, alcuni Bosniaci furono portati in Palestina per rinfoltire i ranghi dell'esercito ottomano e altri si stabilirono nel nord della Palestina, ad Amman e nella pianura di Sharon. A Nablus, si dice che una parte significativa della popolazione discendesse da samaritani convertiti all'Islam e "arabizzati". Charles Clermont-Ganneau sostiene tuttavia che "l'elemento non urbano, dai costumi sedentari, dalle abitudini originali, anche dalla lingua piena di particolarità, che occupa la Giudea, particolarmente la parte montuosa (...) non è affatto, come si è soliti ammettere, quella a cui appartengono le orde nomadi provenienti dall'Arabia con i generali di Omar".
Durante il periodo ottomano, la popolazione diminuì e oscillò da 150 000 a 250 000 abitanti, e fu solo alla fine del XIX secolo che la popolazione crebbe, in particolare grazie al miglioramento delle condizioni sanitarie intrapreso dalle autorità ottomane e dai missionari cristiani. Così la popolazione quasi raddoppiò, passando da 350 000 nel 1870 a 660 000 persone nel 1914. Inoltre, la regione conobbe un cambiamento economico e sociale, caratterizzato da uno sviluppo urbano, rurale e industriale simile a quello di altre regioni ottomane. La regione soffriva nondimeno di un alto tasso di mortalità che lo storico Justin McCarthy ha attribuito alle guerre intraprese dall'esercito ottomano nella regione. Léon de Laborde riporta le carestie nella provincia del Hauran e in Palestina, durante il XIX secolo, causata dalle invasioni di locuste che devastarono la regione, distruggendo i raccolti e facilitando l'insorgenza della peste. Ciò costrinse la maggior parte dei suoi abitanti a disertare. Nel 1865 un'epidemia di colera scatenò il caos, che durò fino al 1866, nella città di Tiberiade., La malaria colpì soprattutto la regione della Galilea e le zone con acqua stagnante, tanto che il tasso di mortalità infantile raggiunse oltre l'80% in Galilea e solo grazie alle misure sanitarie britanniche la mortalità fu ridotta al 35-40% all'inizio del 1940, e successivamente sradicato nel 1946. Inmmigrati sionisti della fine XIX secolo parlano anche di casi di dissenteria, di influenza e di malattie stagionali. Il rapporto della Commissione reale britannica del 1913 notava che la regione era sotto-popolata e rimase economicamente stagnante fino all’arrivo dei primi pionieri sionisti nel 1880, che contribuirono per quanto possibile a dar nuova vita ai territori palestinesi. Lewis French, direttore britannico dello sviluppo per la Palestina, dichiarò nel 1931: "L'abbiamo trovata abitata da fellāḥ (contadini) che vivono in baraccopoli di fango e soffrono gravemente per la diffusa malaria. Grandi aree erano incolte. […] Non c’era quasi nessuna sicurezza pubblica, i fellāḥ sono costantemente soggetti a saccheggi da parte dei loro vicini nomadi, i Beduini".

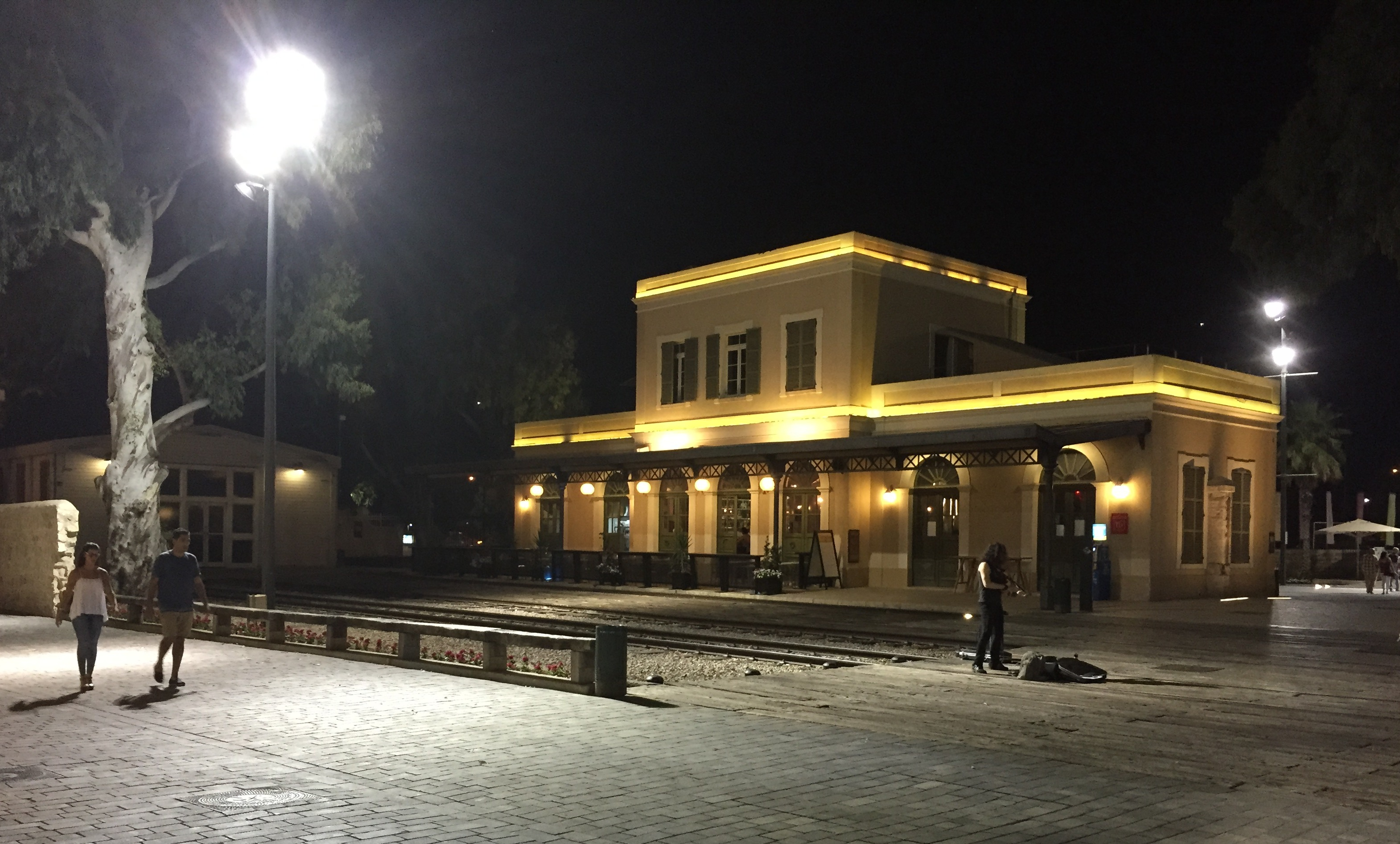
Stazione turca - ora dismessa e trasformata in ristorante - a Giaffa

Sotto l'Impero ottomano, fu costruita da Joseph Navon la prima linea ferroviaria del Vicino Oriente che collegava Giaffa a Gerusalemme, poi collegata anche a Gaza e poi a Nablus, che contribuì alla crescita economica della Palestina.
Gli Ottomani provocarono un esodo della popolazione araba di circa 35 000 persone tra il 1915 e il 1919. Durante i combattimenti contro i britannici, gli ottomani espulsero da Gaza 80 000 arabi. Si ritiene che l'aumento della popolazione della Palestina dopo il 1880 fosse dovuto all'aumento naturale della popolazione nonché al semplice insediamento di popolazioni arabe provenienti dal Vicino Oriente. Infatti, l’aumento di quasi un milione di individui nell’arco di un secolo è stato alimentato dalle ondate di immigranti dalla Palestina centrale e da altre province dell’Impero ottomano, dalla Siria, dall’Iraq, dall’Egitto, dal Libano attuale. Così molti nuovi arrivati dalle regioni vicine popolarono la regione alla fine del XIX secolo. Dal XIX secolo Nel secolo, molte tribù beduine migrarono gradualmente dalle regioni desertiche a quelle della Palestina e della Transgiordania.
Nel 1913 la commissione reale britannica dichiarò che la regione era sotto-popolata e rimase economicamente stagnante fino all’arrivo dei primi pionieri sionisti nel 1880.

## Il Mandato britannico
L'amministrazione britannica consentì l'installazione di infrastrutture e ampliò la scarsa rete ferroviaria e stradale fino ad allora esistente. Così, tra il 1922 e il 1931, il chilometraggio delle strade asfaltate aumentò da 450 a 922. I britannici svilupparono il porto di Haifa, allora in concorrenza con quello di Beirut.
Nel 1920, la Società delle Nazioni riferì che a quel tempo in Palestina c’erano solo 700 000 persone, di cui 235 000 vivevano in grandi città e 465 000 in piccole città e villaggi.
Secondo le stime di Itzhak Galnoor, circa 100 000 arabi immigrarono nella Palestina mandataria tra il 1922 e il 1948. Dal 1919 al 1939 il loro numero, secondo Martin Gilbert, fu di 50 000 persone. Negli anni che seguirono, la provincia di Hauran visse una carestia, successiva a quella avvenuta durante la prima guerra mondiale. Questo flagello avrebbe causato l’immigrazione nelle regioni in rapido sviluppo della Palestina. I britannici, ottenuto il Mandato britannico sulla Palestina|ottenuto il Mandato dalla Società delle Nazioni, stabilirono quote per l’immigrazione ebraica, consentendo al contempo l'immigrazione araba dalla Siria e dall’Egitto. Nel 1933, un ordine britannico permise ad arabi e beduini di acquisire liberamente terre incolte. La pianura costiera ospitava molti lavoratori egiziani, alcuni dei quali furono impiegati dai britannici nella costruzione ferroviaria. Scritti britannici del 1918 menzionavano già un'abbondante presenza egiziana, in particolare a Gaza. Il governatore del Sinai giustificò questa immigrazione qualificandola utile e ridurre la miseria della popolazione araba.
Il demografo Robert Bachi, basandosi sui censimenti britannici del 1922 e del 1931, dedusse un numero minimo di 70 000 migranti, che rappresenta 11,6% della popolazione araba nel 1931. Il Royal Institute of International Affairs britannico riferisce che il numero di migranti provenienti dalla Siria e dalla Transgiordania è sconosciuto, ma probabilmente fu considerevole. Il Palestine Blue Book del 1937 riporta il fenomeno, aggiungendo che esso non può tuttavia essere elencato né fatto oggetto di stime attendibili. Dal 1922 al 1944, la popolazione araba stabilitasi tra Tel Aviv e Haifa triplicò e quella da Giaffa al confine egiziano raddoppiò in seguito alla forte immigrazione, in particolare a Yavné. Con una crescita della popolazione araba dello 0,8% dal 1922, la popolazione araba si calcola fosse di 785 000 persone nel 1947 e compresa tra 1,2 e 1,3 milioni nel 1947. Questi erano concentrati nella regione di Haifa, ed erano lavoratori salariati, che vivevano in capanne di fortuna. Negli anni '30, le difficoltà economiche costrinsero molti di loro a vivere in una povertà talvolta estrema.

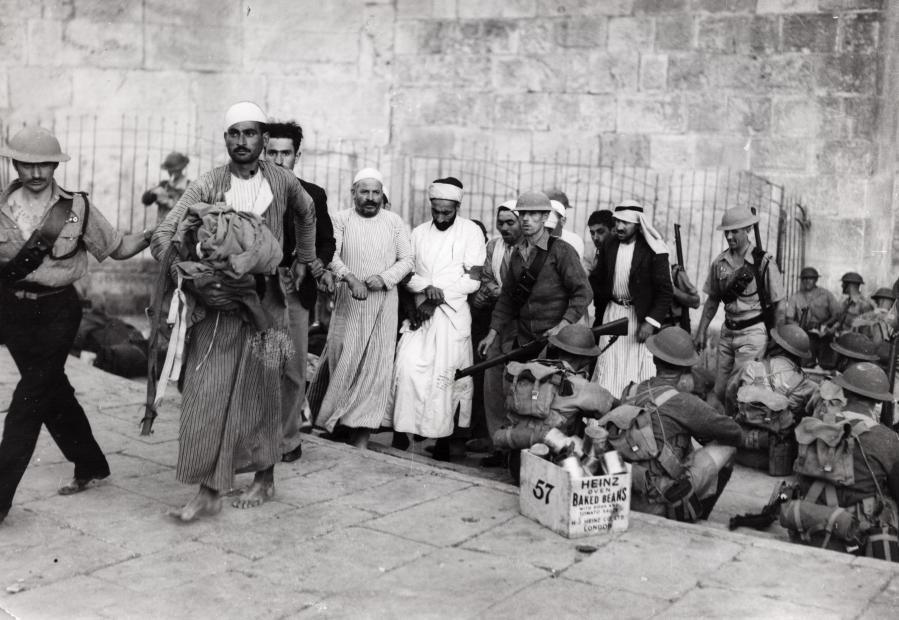
Insorti arabi arrestati dai soldati britannici a Gerusalemme durante la Grande rivolta araba del 1936-1939

Nel 1929 ci furono Moti anti-britannici in Palestina, mentre dal 1936 al 1939 gli arabi lanciarono una rivolta contro le autorità britanniche e violenze contro gli ebrei, accusati di essere immigrati al di là delle quote stabilite.

## Dal 1948
Nel 1948, la popolazione della Palestina contava 1 900 000 persone, di cui il 68% era costituito da Arabi (secondo il rapporto UNSCOP erano compresi i Beduini) e il 32% da ebrei.
Il 14 maggio 1948 la componente ebraica uscita vincitrice dal conflitto civile con la componente araba proclamò la nascita dello Stato di Israele, sconfiggendo anche le forze giordane, egiziane, libanesi e irachene inviate, sotto l'egida della Lega Araba per aiutare gli arabi, molti dei quali ripararono in veste di rifugiati nei Paesi arabi confinanti.